# Xylotrechus takakuwai
Xylotrechus takakuwai är en skalbaggsart som beskrevs av Keiichi Kusama 1977. Xylotrechus takakuwai ingår i släktet Xylotrechus och familjen långhorningar. Inga underarter finns listade i Catalogue of Life.